# Wybory do Parlamentu Europejskiego na Węgrzech w 2019 roku
Wybory do Parlamentu Europejskiego IX kadencji na Węgrzech zostały przeprowadzone 26 maja 2019 roku. Węgrzy wybrali 21 eurodeputowanych. Frekwencja wyniosła 43.48%.

## Wyniki wyborów
|  | Partia                                                   | Grupa w PE | Mandaty | Zmiana | Liczba głosów | % głosów | Zmiana |
|  | -------------------------------------------------------- | ---------- | ------- | ------ | ------------- | -------- | ------ |
|  | Fidesz – Chrześcijańsko-Demokratyczna Partia Ludowa      | EPP        | 13      | 1      | 1 824 220     | 52,56    | 1,08   |
|  | Koalicja Demokratyczna                                   | S&D        | 4       | 2      | 557 081       | 16,05    | 6,30   |
|  | Ruch Momentum                                            | ALDE       | 2       | 2      | 344 512       | 9,93     | 9,93   |
|  | Węgierska Partia Socjalistyczna – Dialog na rzecz Węgier | S&D        | 1       | 1      | 229 551       | 6,61     | 4,29   |
|  | Jobbik                                                   | brak       | 1       | 2      | 220 184       | 6,34     | 8.33   |
|  | Ruch Naszego Domu                                        | brak       | 0       |        | 114 156       | 3,29     | 3,29   |
|  | Węgierska Partia Psa o Dwóch Ogonach                     | brak       | 0       |        | 90 912        | 2,62     | 2,62   |
|  | Polityka Może Być Inna                                   | G/EFA      | 0       | 1      | 75 498        | 2,18     | 2,86   |
|  | Węgierska Partia Pracujących                             | brak       | 0       |        | 14 452        | 0,42     | 0,42   |
|  | Łącznie                                                  |            | 21      |        | 3 488 423     | 100.0    |        |

## Źródła
- alasztas.hu. [dostęp 2019-06-07]. (węg.).